# Suhum/Kraboa/Coaltar
Le district de Suhum/Kraboa/Coaltar est l’un des 17 districts de la Région Orientale (Ghana).